# 젊은이 문법학파
젊은이 문법학파(Junggramatiker), 소장문법학파, 신문법학파(neo-grammarian)
1870년대에 들어서면서 독일의 라이프치히(Leipzig) 대학을 중심으로 그 이전 시기의 언어 연구의 성향과 두드러진 차이점을 보이는 일군의 학자들이 나타났다. 이들은 그 당시에 비교적 젊은 새로운 세대의 학자들이었기 때문에 젊은이 문법학파라고 불렸다. 레스킨(Leskien), 브루크만(Brugmann), 오스토프(Osthoff), 델브뤽(Delbrück) 등의 학자들과 이들의 연구방법론을 이론적으로 집대성한 헤르만 파울(Herman Paul)이 이들 젊은이 문법학파의 중심 멤버였으며, 베르너(Verner), 드 소쉬르(de Saussure), 휘트니(Whitney) 등도 이들과 깊은 관련을 맺고 있었다.
이들은 당시의 자연과학에서 발휘된 실증주의적 연구의 성과에 자극을 받아 언어학에서도 실증주의적인 방법을 도입하여 언어학을 정밀과학으로 다듬고자 했다. 이들의 연구는 '관찰할 수 있는 사실만이 과학의 유일한 연구대상'이라는 실증주의적 사고에 큰 영향을 받았다.

## 특징
그들의 연구방법론의 특성은 다음 몇 가지로 정리할 수 있다.
언어학은 역사과학으로 정의된다. 언어에 대한 추상적이고 철학적인 접근은 실증주의적 관점에 의해 거부된다. 대신 언어에 대한 연구는 역사적인 맥락 속에서 나타나는 여러 구체적인 언어자료를 통해서 경험적으로 이루어질 때에만이 비로소 이론적인 확실성을 확보할 수 있다고 보았다. 따라서 이들은 언어가 역사과학일 때에만 경험과학의 자격을 얻을 수 있는 것으로 여겼다. 즉, 언어학에서 역사과학과 경험과학의 뜻이 동일시된 것이다.
언어 연구에서 의미의 객관적 연구가 불가능하다고 보고 관찰가능한 형태가 언어학의 대상이 되어야 한다고 보았다. 그래서 언어연구에서 형태, 특히 그중 가장 관찰이 쉬운 소리를 주요 관찰대상으로 하였다.
실증주의적 입장에서 그들은 언어가 독자적인 유기체로 전제되는 것을 거부했다. 그들은 직접 관찰할 수 있는 개인적 언어사용만이 언어연구의 유일한 토대가 될 수 있다고 보았고 따라서 언어가 개인적 언어사용과 개별적으로 존재한다고 보는 유기체적 관점을 거부하고 음성변화를 물리적인 법칙과 같은 것으로 보고 필연적이고 인과적인 법칙을 찾아내려 하였다.

## 연구대상
그들의 연구대상은 언어변화의 원인을 규명하는 것과 인구어 공통조어를 재구하는 것에 집중되었다.
이들은 언어변화의 원인을 음운법칙과 유추에서 찾았다. 베르너의 법칙에 의해 그림의 법칙의 예외현상을 규칙적인 법칙으로 설명할 수 있다는 것이 밝혀진 이후 이들은 겉으로 불규칙하게 보이는 음운변화의 모습들도 충분한 자료와 정확한 방법론을 적용한다면 그 규칙성을 발견할 수 있다고 확신하였다. 그리고, 이들에게는 음운변화의 법칙이 음성생리학적인 측면에서 이해되는, 인간의 의지가 결여된 무의식적 과정이며 기계적인 법칙으로간주되어 '음운규칙에는 예외가 없다'라는 견해에까지 이르게 된다. 그래서 음운규칙이 적용되지 않는 예외들로 차용을 제외하고는 심리적인 현상인 유추 하나만을 인정하였다.
인구어 공통조어의 재구에서 그들은 현단계의 언어에 대한 관찰과 그 언어들의 역사적 자료에 대한 분석을 통해서 그 안에서 나타나는 음운변화의 규칙들을 정확히 찾아내고 그렇게 찾아진 음운법칙의 토대 위에서 공통조어를 재구하고자 하는 자세를 취하였다. 이런 그들의 태도는 언어에 대한 역사적인 연구라는 점에서는 그 이전 시기의 연구자들과 동일하나 그 접근방법에서 현재의 언어보다 고대의 언어들에 대한 연구에 중점을 두어 공통조어를 재구하려 하였던 이전 시기의 연구방식과는 다른 새로운 경향이라고 볼 수 있다. 음운법칙의 규칙성과 무예외성에 대한 믿음은 이들의 연구에 큰 영향을 끼쳐서 비교방법을 엄밀히 다듬게 하고 음운변화연구에 큰 진전을 가져오게 했다. 오늘날의 역사비교언어학의 연구의 밑바탕이 되는 인구제어에 대한 수많은 구체적인 지식의 축적은 바로 이들에 의해 이루어진 것이었다.
젊은이 문법학파가 그들의 연구에서 보여준 정밀한 방법론과 구체적인 언어사실에 대한 지식의 축적은 젊은이 문법학파가 언어학에 기여한 가장 큰 공헌으로 평가된다. 또한 그들은 인구어족 분화의 최종 단계인 현존방언에 처음으로 진지한 관심을 보인 학자들이기도 하다. 방언학과 음성학등에 대한 관심이 높아지게 된 것 역시 그들의 영향이라고 볼 수 있다.

## 한계
그러나 그들의 연구는 다음과 같은 한계를 갖고 있었다.
첫째, 그들은 언어를 하나의 완전한 체계로 파악하려 하지 않고 언어의 형태적 요소들에 대한 개별적 분석에 치우쳤다는 한계를 지니고 있었다. 따라서 그들의 연구는 개별적인 음성과 형태의 역사가 되었고, 체계에 대한 접근이 결여되어 있었다.
둘째, 그들은 언어의 내용이나 정신적인 측면과 형태, 물리적인 측면과 분리해서 사고했기 때문에 그들의 언어연구에서 인간을 제거했다는 비판을 받았다.
셋째, 그들이 내세운 중요한 이론적 전제의 하나인 음운법칙의 무예외성이 끊임없이 논쟁 및 공격의 대상이 되었다. 음운법칙을 자연법칙과 같은 필연적인 인과법칙으로 간주하는 것의 타당성에 대해서는 그들 내부에서도 견해차이가 있었고, 그 결과 이 기계론적 음운법칙에 대한 제한이 점점 뒤따르게 되었다. 그래서 음운법칙을 자연법칙이 아닌 가설적인 원리로 본다든지 음성생리학적인 면보다 발화와 커뮤니케이션의 과정에서 나타나는 사회적인 면을 통해 음운법칙을 이해하려는 경향이 젊은이 문법학파 내부에서도 발견이 된다.
넷째, 통시적인 연구에 관심이 집중되어 공시적인 연구에서의 성과가 두드러지지 못했다.

## 극복
그래서 젊은이문법학파의 한계를 극복하려는 다양한 노력이 이루어지게 된다. 언어의 내용이나 정신적인 면과의 관계를 등한시했던 점에 대해 심리학이나 정신사적인 부문에서 극복의 시도가 있었으며, 음운규칙의 무예외성은 방언학의 연구결과에 의해 도전을 받는다. 통시적인 면에 기울었던 점은 드 소쉬르에 의해 문제제기를 받게 되며, 결국 구조주의 언어학의 시대에 언어 연구의 중심이 공시적인 연구로 옮겨가게 된다.
한가지 지적할 만한 것은 이들의 연구가 지닌 약점들에 대해 젊은이 문법학파 내부에서도 극복의 시도가 있었다는 것이다. 그들의 이론이 집대성된 헤르만 파울의 Prinzipien der Sprachgeschite(언어사 원리)를 살펴보면 공시적 방법(기술언어학)과 통시적 방법(역사언어학)의 근본적 차이를 인식하고 있음을 알 수 있고, 언어학에서 지나치게 역사성을 강조하는 점에 한계가 있음을 인식하고 언어학을 역사적인 이해를 필요로 하는 사회과학 및 문화과학으로 간주하고 있음을 확인할 수 있다. 그러나 그들의 한계에 대한 적극적인 극복은 역시 그 후의 구조주의 언어학의 몫으로 돌려진다.

## 같이 보기
- 비교언어학의 역사